# Slavčo Koviloski
Slavčo Koviloski (en macédonien : Славчо Ковилоски), né en 1978 à Skopje, est un écrivain macédonien.

## Biographie
Slavčo Koviloski suit des études à l'université Saints-Cyrille-et-Méthode de Skopje. 
Il est l'auteur d'une vingtaine d'œuvres en macédonien (romans et nouvelles, poésie, travaux scientifiques).
Koviloski a reçu plusieurs prix macédoniens : les prix 3 octobre, Goce Delčev, Grigor Prličev, Jovan Koteski, etc.,,
Koviloski est membre d'un groupe influent de hip-hop macédonien, Klan Istok.

## Œuvres
- Poésie en mouvement (Поезија во движење) (2005), poésie
- Je suis dangereux (Опасен сум) (2007), roman
- Rêver (Сонување) (2011), roman
- Poésie de craquage (Барутна поезија) (2015), poésie
- Roi Marko pour la deuxième fois (Крале Марко по вторпат) (2019), poésie